# Mark Amodei
Mark Eugene Amodei (Carson City, Nevada, 12 de junio de 1958) es un abogado y político estadounidense. Afiliado al Partido Republicano, desde 2011 se desempeña como miembro de la Cámara de Representantes de los Estados Unidos por el 2.º distrito congresional de Nevada.
Amodei es generalmente considerado un republicano moderado, siendo miembro del Grupo de Gobernanza Republicana. Fue el primer republicano de la Cámara de Representantes en apoyar la investigación de juicio político a Donald Trump (pero votando en contra del juicio político) y apoyando programas como DACA durante todo su mandato.

## Vida personal
Amodei tiene dos hijas: Erin, estudiante de enfermería en Truckee Meadows Community College, y Ryanne, médica capacitadora en el instrumento quirúrgico robótico DaVinci y exingeniera de la Marina de los Estados Unidos.

## Resultados electorales

### Senado de Nevada
|  | 53.12 % |

|  | 83.64 % |

|  | 77.70 % |

### Cámara de Representantes de los Estados Unidos
|  | 57.93 % |

|  | 57.63 % |

|  | 65.73 % |

|  | 58.30 % |

|  | 58.23 % |

|  | 56.47 % |

|  | 59.69 % |

|  | 55.03 % |